# John Anderson (filósofo)

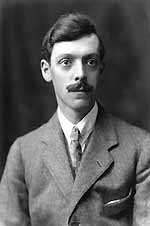
John Anderson

John Anderson ( Stonehouse, South Lanarkshire, 1 de Novembro 1893 – Sydney, Austrália, 6 de Julho 1962) foi um filósofo político da Escola do Realismo Australiano.

## Vida e Obra
Estudou filosofia na Universidade de Glasgow, sob a influência de Edward Caird. Depois de leccionar em universidades galesas e escocesas foi nomeado professor de filosofia em Sydney em 1927.
De início um positivista realista, marxista empirista, acabou por se transformar num promotor de um hegelianismo tolerante de base ampla. O seu empirismo devia antes ser descrito como racionalismo, na medida em que procurava a certeza, ainda que essa certeza fosse justificada na experiência dos sentidos em vez de em princípios a priori. Ao denominar-se empirista afirmava que não tínhamos outra fonte de informação acerca dos estados de coisas a não ser através da observação e investigação empírica. No entanto, nunca se eliminaria totalmente o risco de erro. 